# Saint Peter Port

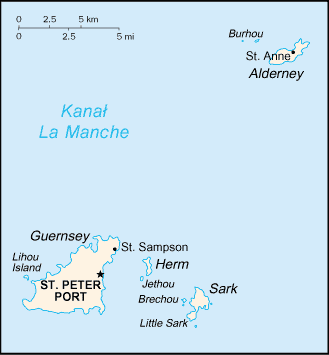
Saint Peter Port na wyspie Guernsey

Saint Peter Port (lub St. Peter Port, fr. Saint-Pierre-Port) – największe miasto i port na wyspie Guernsey (Wyspy Normandzkie), stolica terytorium o tej samej nazwie. Miasto jest położone na wschodnim wybrzeżu wyspy. Zamieszkuje ją ok. 16 500 mieszkańców (2001). W mieście znajduje się Port lotniczy Guernsey.
Port znajduje się po wschodniej stronie wyspy Guernsey. Graniczy z St Sampson’s (północ), Vale (północny zachód), St Andrew’s (zachód), oraz St Martin’s (południe).

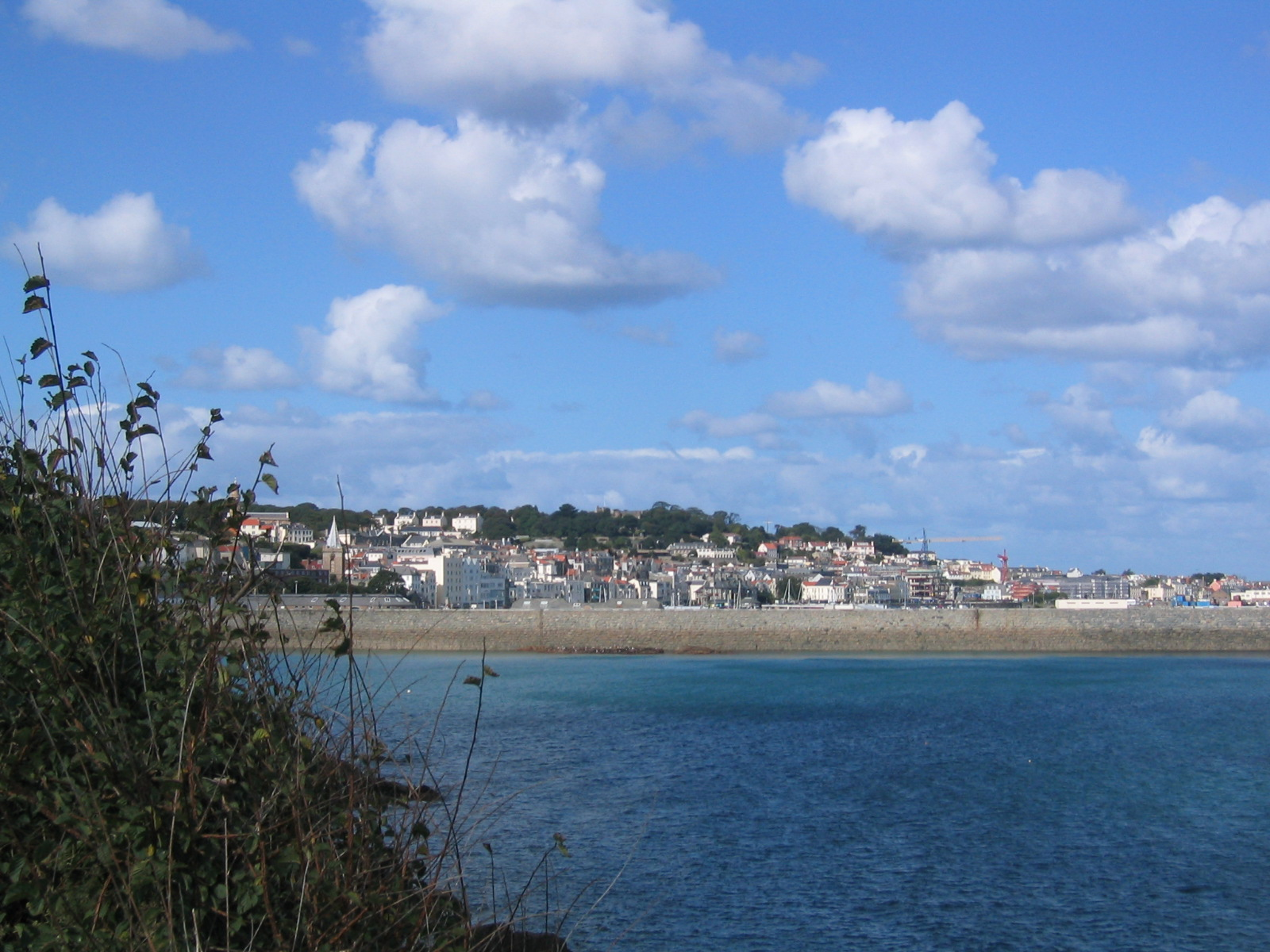
Port w St. Peter Port
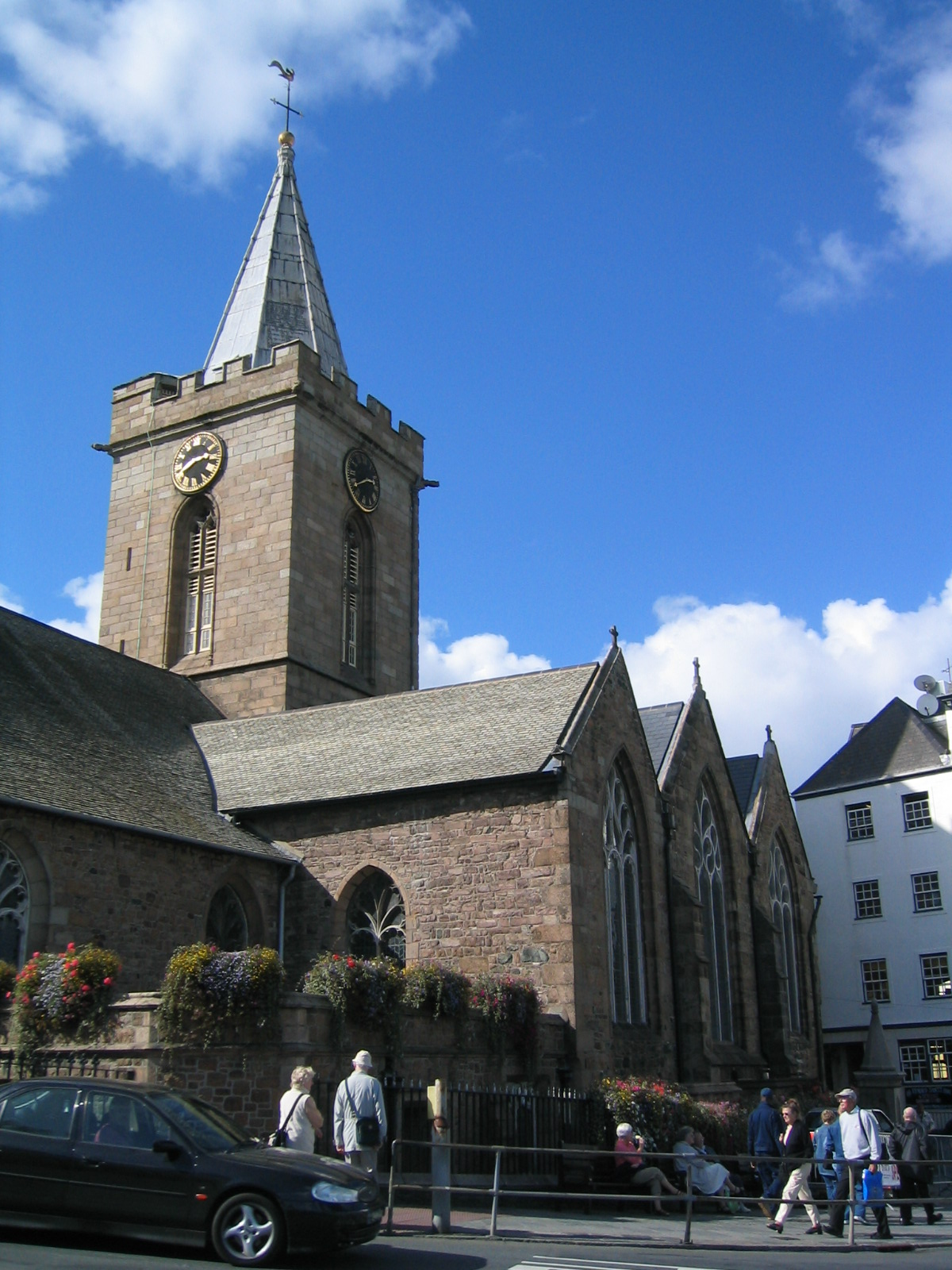
Miejski kościół
Hauteville House